# Syndrome de l'étudiant en médecine

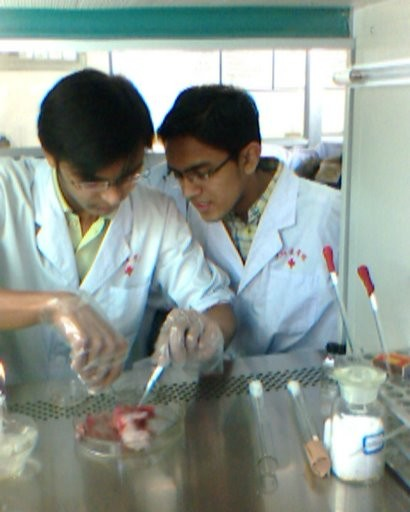
Étudiants chinois en médecine

Le syndrome de l'étudiant en médecine est un syndrome, fréquemment rapporté chez les étudiants en médecine où en santé lesquels s'auto-diagnostiquent, ou diagnostiquent les autres, contractant les symptômes de maladie(s) qu'ils étudient (il ne s'agit pas dans ce cas de maladies contagieuses contractées dans le cadre de leur travail). Pour Hunter, Lohrenz & Schwartzman (1964), il s'agit plus simplement d'un processus de rapprochement fait par l'étudiant entre ses propres symptômes ou sensations corporelles, et les caractéristiques des maladies qu'il apprend à connaître. Ce phénomène peut être, selon Hunter et al., associé à une détresse émotionnelle de l'étudiant, et il surviendrait plutôt durant la première année d'étude commune aux études de santé puis irait en décroissant.
Certains le considèrent comme un syndrome trivial, voire comique, mais des experts en santé mentale insistent sur la nécessité de sa prise en compte par les équipes pédagogiques car, même imaginée, une maladie est une source réelle d'anxiété.

## Histoire
George Lincoln Walton, neurologue à Boston, a décrit ce syndrome parmi les premiers, il y a plus d'un siècle (en 1908) dans un livre intitulé  Why Worry?. Cet ouvrage a été écrit après qu'il a constaté que de nombreux professeurs de médecine « sont constamment consultés par des étudiants qui craignent d'avoir les maladies qu'ils étudient... Le fait de savoir qu'une pneumonie produit une douleur à un certain endroit  transforme des sensations inoffensives dans cette région en symptômes de menace sérieuse » (p. 75) un peu de la même manière selon lui qu'une attention portée à l'ennui, à une brûlure, un picotement ou une coupure, accroît l'intensité de la sensation (p. 74). Selon lui, la plupart des étudiants « sensibles » apprennent assez vite à calmer ce type de réaction, mais quelques vrais hypocondriaques peuvent rester persuadés d'être réellement malades. 
Selon Walton, le diagnostic d'hypocondrie est cependant trop rapidement posé et même injustifié ; il ne fait en outre qu'« irriter la victime et peut saper sa confiance envers celui qui pose ce diagnostic », car les sensations éprouvées sont bien réelles. 
Walton utilise trois métaphores : 
- dans la première, il dit que l'étudiant réagit un peu comme quelqu'un qui voit un insecte sous un microscope ; l'insecte paraît réellement énorme, et simplement affirmer qu'il ne l'est pas n'est pas convaincant pour quelqu'un qui n'a pas encore compris que sa vision était modifiée par les lentilles grossissantes du microscope[3] ;
- la seconde est le cas de quelqu'un qui habite près d'une grande chute d'eau. Tant qu'il n'attache pas d'attention au bruit, ce dernier n'est pas problématique, mais plus l'attention est portée sur ce bruit, plus il paraît important pour, peut-être, devenir insupportable. Ce bruit n'est pas imaginaire. Le sens commun enseigne à détourner l'attention de l'esprit, par exemple en consacrant son énergie à autre chose[3] ;
- la troisième est le cas de l'amputé qui sent un membre fantôme. De toute évidence ce membre n'existe pas, mais la sensation (bien connue des neurologues) est bien réelle pour le patient[3].

Des études faites dans les années 1960 ont suggéré que plus de 70 % des étudiants en médecine ont contracté au moins une fois une maladie fantôme.
Plus récemment d'autres travaux ont conclu que ce phénomène a été exagéré et que d'autres jeunes adultes éprouvaient aussi des maladies fantômes ; selon une étude publiée en 1986, les étudiants en médecine n'étaient pas plus susceptibles d'être hypocondriaques que les étudiants en droit. 
Un article de 2001 conclut que les étudiants de première année sont effectivement hyper-attentifs à leur état de santé mais que cela devrait être considéré comme un effet normal de leurs études et non une forme réelle d'hypocondrie.

## Éléments explicatifs et de classification
La formation médicale enseigne à l'étudiant l'observation fine des symptômes et des sensations du patient. 
Il n'est pas étonnant que certains étudiants s'auto-diagnostiquent.
Pour les uns, la maladie est imaginaire ou imaginée et serait uniquement induite par la peur de contracter les maladies étudiées durant les cours de médecine (études qui sont source de stress voire d'anxiété, notamment de par leur contenu). 
Werner E.R & Korsch rappellent en 1976 que les étudiants ont nécessairement à se confronter à la morbidité et la mortalité, situation difficile où ils devront trouver un juste milieu entre l'empathie avec le patient et un recul nécessaire aux soins médicaux les plus rationnels, recul qui ne doit cependant pas aller jusqu'à déshumaniser le malade. En outre, reconnaître ses motivations inconscientes peut être troublant pour l'étudiant et il existe des barrières émotionnelles à la reconnaissance d'éléments psychosociaux dans la maladie.
Ainsi, le syndrome de l'étudiant en médecine pourrait aussi être l'expression d'une intelligence émotionnelle et d'une empathie qui fait ressentir à certains étudiants des sensations corporelles, voire qui ferait apparaître par effet d'autosuggestion les symptômes de maladies étudiées. Diverses études ont aussi montré l'importance psychologique des croyances et assertions notamment quand elles sont présentées de manière scientifique ou médicalement certaines.
Certains auteurs ont suggéré de diagnostiquer ce syndrome en tant que nosophobie plutôt que sous le terme d'« hypocondrie », car peu d'études montrent des caractéristiques réellement hypocondriaques pour ce syndrome. Hunter suggère que ce syndrome est associé à une préoccupation immédiate des symptômes en question, ce qui conduit l'étudiant à devenir (d'une manière irrationnelle et empathique), préoccupé par certains des troubles psychologiques et physiologiques étudiés.
Une autre étude (1996) recherchant d'éventuels liens entre les préoccupations hypocondriaques et les connaissances médicales factuelles de l'étudiant a cependant montré qu'une connaissance rationnelle et factuelle médicale (mesurée au travers des connaissances en anatomie, des signes vitaux, de l'étiologie et de la symptomatologie des maladies dans le cas de cette étude) n'empêche nullement la survenue de préoccupations hypocondriaques chez l'étudiant (préoccupations dans ce cas évaluées via les trois dimensions de l'indice Whiteley (peur de la maladie, conviction d'être touché par la maladie et préoccupations corporelles). L'étude conclut à certaines associations corrélant le niveau de connaissances médicales à l'importance de l'hypocondrie. Elle montre aussi des différences selon le type de connaissances maitrisées : les préoccupations corporelles sont associées à une tendance à l'excès de confiance dans les connaissances en anatomie, alors que la peur de la maladie et la condamnation de la maladie ont toutes deux été associées à une meilleure connaissance de l'étiologie de la maladie.

## Critiques
Sur le plan psychiatrique, certains auteurs [Qui ?] estiment que l'importance de ce syndrome a été exagérée (ou qu'il ne toucherait pas plus d'étudiants en médecine que dans d'autres catégories d'études),voire qu'il n'existe pas de description précise ni critérologique de ce syndrome, ni de travaux ou publication soutenant son existence. Si le concept est parfois utilisé par les étudiants en médecine ou leurs professeurs, il ne correspondrait donc à aucun syndrome réel au sens médical du terme. 

## Pédagogie
En 2001, Moss‐Morris R & Petrie K.J (2001) suggèrent à partir d'une étude construite sur la base de questionnaires à des étudiants en médecine que ce syndrome existe bien, et qu'il faut le considérer comme une des formes de processus normal de conceptualisation de la maladie par ceux qui l'étudient plutôt que d'une forme d'hypocondrie. 
Ils estiment que ce fait devrait être pédagogiquement présenté aux étudiants en médecine quand ils entrent dans le cursus de formation médicale, ce qui permettrait de diminuer le stress ou la détresse associée à la maladie si et quand elle apparaît. L'étudiant victime de ce syndrome peut hésiter à consulter ou à en parler, en craignant de paraître ridicule ou en craignant qu'un tel symptôme ne soit pas de bon augure pour la profession médicale, les médecins étant en outre déjà notoirement réticents à devenir patients, note le Dr Collier (2008) de la "Canadian Medical Association". 
Le Dr Derek Puddester (directeur du programme de santé de l'école de médecine de l'Université d'Ottawa) rappelle qu'il y a aussi des cas où l’auto-diagnostic fait par l'étudiant s'avère. Il estime qu'un étudiant préoccupé par son état de santé doit consulter son médecin de famille.
En tant que tel, le Syndrome de l'étudiant en médecine ne doit pas être nié, et il peut aussi selon Moss‐Morris R & Petrie K.J (2001) être utilisé comme un exemple personnel et pertinent de  trouble somatoforme, et donc de la manière dont certains patients peuvent somatiser. Il peut contribuer à faire évoluer la représentation qu'ont les étudiants du concept même de maladie.
Werner et al. suggèrent aux formateurs en médecine de ternir compte de ces préoccupations, par exemple avec un soutien apporté aux étudiants lors des stages et/ou par de petits groupes permettant des échanges entre étudiants et professeurs de clinique.